# Vrigstad-Hylletofta församling
Vrigstad-Hylletofta församling är en församling inom Njudung-Östra Värends kontrakt i Växjö stift inom Svenska kyrkan och ligger i Sävsjö kommun, och ingår i Sävsjö pastorat.
Församlingskyrkor är Vrigstads kyrka och Hylletofta kyrka.

## Administrativ historik
Församlingen bildades 2006 genom sammanslagning av Vrigstads församling och Hylletofta församling och ingår sedan dess i Sävsjö pastorat.